# Trichilia ulei
Trichilia ulei là một loài thực vật thuộc họ Meliaceae. Đây là loài đặc hữu của Peru.